# Flyeralarm-Arena
El Flyeralarm Arena se ubica en Würzburgo, en el estado federado de Baviera, Alemania. Su equipo titular es el Würzburger Kickers, club que actualmente juega en la Regionalliga Bayern

## Historia
Después de la fundación en 1907, el FC Würzburger Kickers ha jugado grandes partidos contra el Würzburg Galgenberg, el que fuera su clásico rival por ese entonces, desde el año de 1909 el club se encuentra en el barrio de Sanderau. El campo donde hacía de local que estaba ubicado en la carretera Randersackerer tuvo que ser abandonado debido a los cambios de planificación urbana de la ciudad. Entre los mandatos como presidentes del club de Julius Bacher y el famoso gerente de edificios Josef Metzger, el Würzburg Kickers ha estado en el lado opuesto de la Avenida Dallenberg, esto se da partir de mediados de 1960 en un nuevo cuando deciden construir un nuevo estadio propio. El arquitecto encargado fue Jupp Schunk y el constructor a cargo de la obra fue Balthasar Höhn. La construcción fue financiada por préstamos que fueron solicitados al ayuntamiento de la ciudad, al estado de Baviera y el Gobierno Federal, pero sobre todo a través de donaciones y suministros de los miembros del directorio del club.
Después de construir la tribuna principal con una capacidad de 4 000 espectadores, el estadio fue inaugurado el 15 de agosto de 1967, con un partido amistoso contra el equipo 1. FC Kaiserslautern que en ese momento jugaba en la Bundesliga, pero la construcción se prolongó durante varios años más, se completó la última tribuna en 1975, en esta tribuna los espectadores podían estar de pie.
Durante la Copa Mundial de la FIFA 2006, el estadio fue el campo sede de entrenamiento del equipo nacional de Ghana. Para ese propósito en particular, un nuevo terreno fue colocado, precisamente los africanos jugaron un partido amistoso contra el VfB Stuttgart con una asistencia de 6 000 espectadores.
Los socios del estadio desde el 9 de marzo de 2013 nombraron oficialmente al estadio como flyeralarm Arena y el primer partido oficial con el nuevo nombre el equipo local ganó con el resultado de 2 : 1 al SpVgg Bayern Hof, este juego fue válido por la Liga Regional de Baviera.
El 23 de junio de 2013, el estadio se convirtió en el foco de concurrencia del partido amistoso de caridad entre las celebridades del fútbol alemán - en particular de los deportistas de alto nivel alemán - los equipos que juaron fueron 'Dirk Nowitzki All Stars' 'y' 'Manuel Neuer & Friends' con expectativa a nivel nacional, todo este evento iba a favor de la organización LitCam. Al evento asistieron 10.800 espectadores y fue transmitido por el canal privado Cable 1 por televisión, con un rating de audiencia del 10%.

## Localización y Transporte
El estadio está a la izquierda de la avenida principal en el sur-oeste de Würzburgo entre los distritos de Steinbachtal y Heidingsfeld.
Se puede ir en coche o autobús hacia el flyeralarm-Arena, se debe tomar la salida para Würzburgo-Heidingsfeld y en pocos minutos se debe tomar la ruta BAB A3 3. Aproximadamente 800 plazas de aparcamiento están disponibles directamente en el estadio de forma gratuita. El transporte público al estadio a través del tranvía Würzburg llega a la estación central Hauptbahnhof Würzburg de (parada Dallenbergbad) de las calles 3 y 5.

## Equipo
El estadio cuenta con tres entradas independientes, una en la esquina norte y otra en el oeste, además en la esquina opuesta, así como el acceso para invitados directamente desde el estacionamiento detrás de la recta opuesta.
La tribuna es la única área de los espectadores del estadio que está completamente cubierta. 1.500 asientos se encuentran aquí en los bloques de la A a la E. La sección posterior de la tribuna es una sala de pie escalonada con otras 2.500 plazas de pie.
El resto de las tribunas de todo el terreno de juego sólo proporcionan ambientación permanente y no están cubiertos. Es ligeramente cónica hacia el centro y hacia el exterior de las tribunas en el lado de la sala de pie y la espalda recta, el estadio consigue una óptica octogonal, por lo tanto se encuentran en el interior de ambos lados de la sala del sector para las áreas de entrenamiento y bancos de la Reserva, además en la línea central, las tribunas, debido a este diseño, se encuentran a pocos metros de distancia de las líneas laterales como cerca de la meta externa.
En el lado oeste al norte de la cancha detrás de la tribuna, un restaurante con terraza del juego se puede observar. Desde 2014 es también en el lado noroeste el restaurante y luego, una zona VIP, se ha comenzado la construcción de la tienda, que se utiliza para el auspicio y apoyo de patrocinadores e invitados especiales.
En el restaurante y zona VIP son muy modernizados, cuenta con vestuarios, salas de masajes y una zona de sauna con piscina revitalizante.
El 23 de septiembre de 2014 se consiguió el permiso para construir una pantalla compatible iluminada para el marcador principal del estadio, ha sido el club de la ciudad de Würzburgo el encargado de la obra. El complejo, que consta de cuatro postes con una iluminación de 800 Lux, fue completado en octubre de 2014, la más alta de las torres tiene una altura de 32 metros. También cuenta con lugares equipados, cada uno con césped natural y una con césped artificial, son iluminados y para fines de entrenamiento y en particular de los equipos locales que lo utilizan.

## Datos curiosos
- Los asientos en la tribuna principal son del Fritz-Walter-Stadion de Kaiserslautern.
- El registro de mayor asistencia fue de 12.617 espectadores el 27 de mayo de 1976 en el partido decisivo del campeonato de la Bayernliga de la temporada 1975-1976 entre el FV 04 Würzburg y FC Wacker Múnich.

## Panorámica

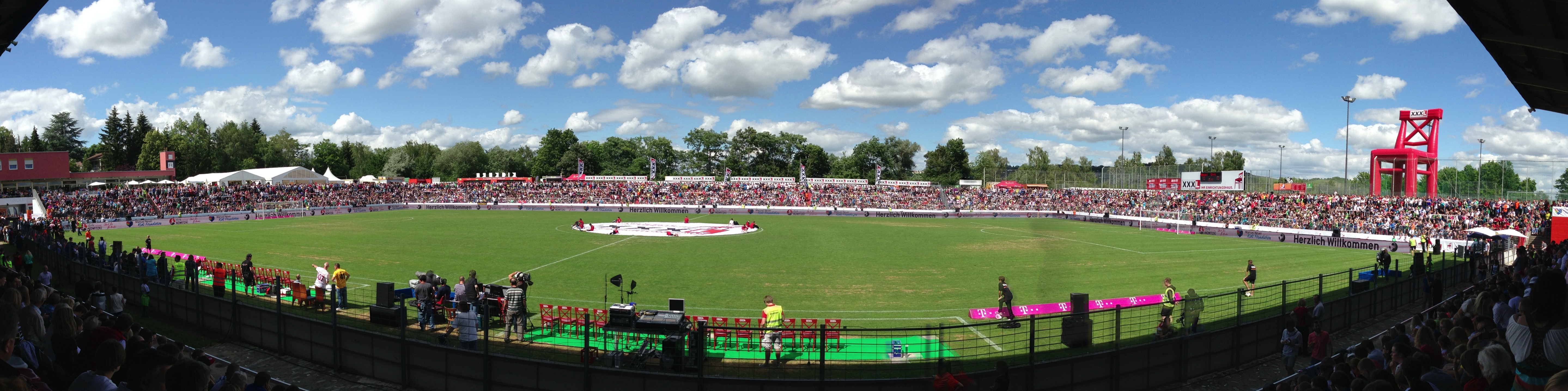
Caridad partido de fútbol en 23 de junio 2013 entre la Fundación y el alemán Dirk Nowitzki Fundación Manuel Neuer en el Flyeralarm Arena, Würzburg.